# Punke
Punke is een verouderd Duits woord dat alleen in Bremen en omgeving werd gebruikt in de betekenis van prostituee.

## Punkendeich
Een deel van de huidige Osterdeich, een dijk tussen de Wezer en de stad Bremen, werd vroeger Punkendeich genoemd. De naam betekent Hoerendijk en stamt vermoedelijk uit de Zevenjarige Oorlog (1756-1763), toen soldatenhoeren – de zogenaamde Punken – in Bremen zelf niet werden getolereerd en naar een dijk buiten de stadsmuur moesten uitwijken om in hun levensonderhoud te voorzien. Tot 1891 was er nog een kleine weg die Punkendeich werd genoemd.
Ter hoogte van de voormalige Punkendeich vindt jaarlijks op 6 januari het Bremer Eiswette plaats, een plaatselijk volksfeest waarvan de geschiedenis tot 1829 teruggaat. 